# Шишонков Василь Кузьмич
Василь Кузьмич Шишонков (17 березня 1911, село Копасово Атяшевського повіту Симбірської губернії, тепер Мордовія, Російська Федерація — 13 жовтня 1993, місто Новгород, тепер Великий Новгород, Російська Федерація) — радянський державний діяч, 1-й секретар Павлодарського обласного комітету КП Казахстану. Депутат Верховної ради Казахської РСР 5-го скликання. Депутат Верховної ради СРСР 3-го скликання.

## Життєпис
У 1929 році закінчив Ульяновський землевпорядний технікум.
У 1930—1932 роках — технік-землевпорядник, виконроб-топограф Самарського Держземтресту.
З 1932 по 1935 рік служив у Червоній армії. Член ВКП(б).
У 1935—1939 роках — студент Куйбишевського інженерно-будівельного інституту.
У 1939—1941 роках — слухач Вищої партійної школи при ЦК ВКП(б).
У 1941—1945 роках — помічник 1-го секретаря Комі обласного комітету ВКП(б); завідувач промислового відділу Комі обласного комітету ВКП(б).
У 1945—1947 роках — 2-й секретар Сиктивкарського міського комітету ВКП(б) Комі АРСР.
У 1947—1952 роках — 1-й заступник голови Ради міністрів Комі АРСР.
У 1952—1954 роках — інструктор відділу партійних, профспілкових та комсомольських органів ЦК КПРС у Москві.
У 1954—1960 роках — секретар Новгородського обласного комітету КПРС.
До грудня 1960 року — заступник голови Бюро ЦК КП Казахстану по північних областях Казахської РСР.
У грудні 1960 — лютому 1961 року — секретар Цілинного крайового комітету КП Казахстану.
У лютому 1961 — 1962 року — 1-й секретар Павлодарського обласного комітету КП Казахстану.
З 1962 року — персональний пенсіонер за інвалідністю. Працював у Новгородському обласному комітеті народного контролю, був головою Новгородської обласної ради ветеранів війни та праці.
Помер 13 жовтня 1993 року в місті Новгороді (Великому Новгороді).

## Нагороди та звання
- орден Вітчизняної війни ІІ ст.
- орден Трудового Червоного Прапора
- медалі